# Mangala
Mangala är ett utdött australiskt språk. Mangala var ett språk som talades i Väst-Australien och tillhörde de pama-nyunganska språken.